# 18845 Cichocki
18845 Cichocki   je asteroid v asteroidnem pasu. Odkril ga je Herman Mikuž na Observatoriju Črni Vrh v Sloveniji 7. septembra 1999. Njegova začasna oznaka je bila 1999 RY27 . Uradno ime mu je dodelila Mednarodna astronomska zveza z okrožnico štev. 54827 18. septembra 2005. Ime je dobil po Brunu Cichockiju (1908 – 2001), ki je kazal veliko zanimanje za astronomijo
Asteroid Cichocki je najbliže Soncu na razdalji 2,313 a.e., najbolj pa se mu oddalji na 2,961 a.e. Sonce obkroži v 1564,7 dneh ali 4,28 letih. Njegova tirnica je nagnjena na ekliptiko za 12,57 °, izsrednost tirnice tirnice pa je 0,122.